# Miss Florida

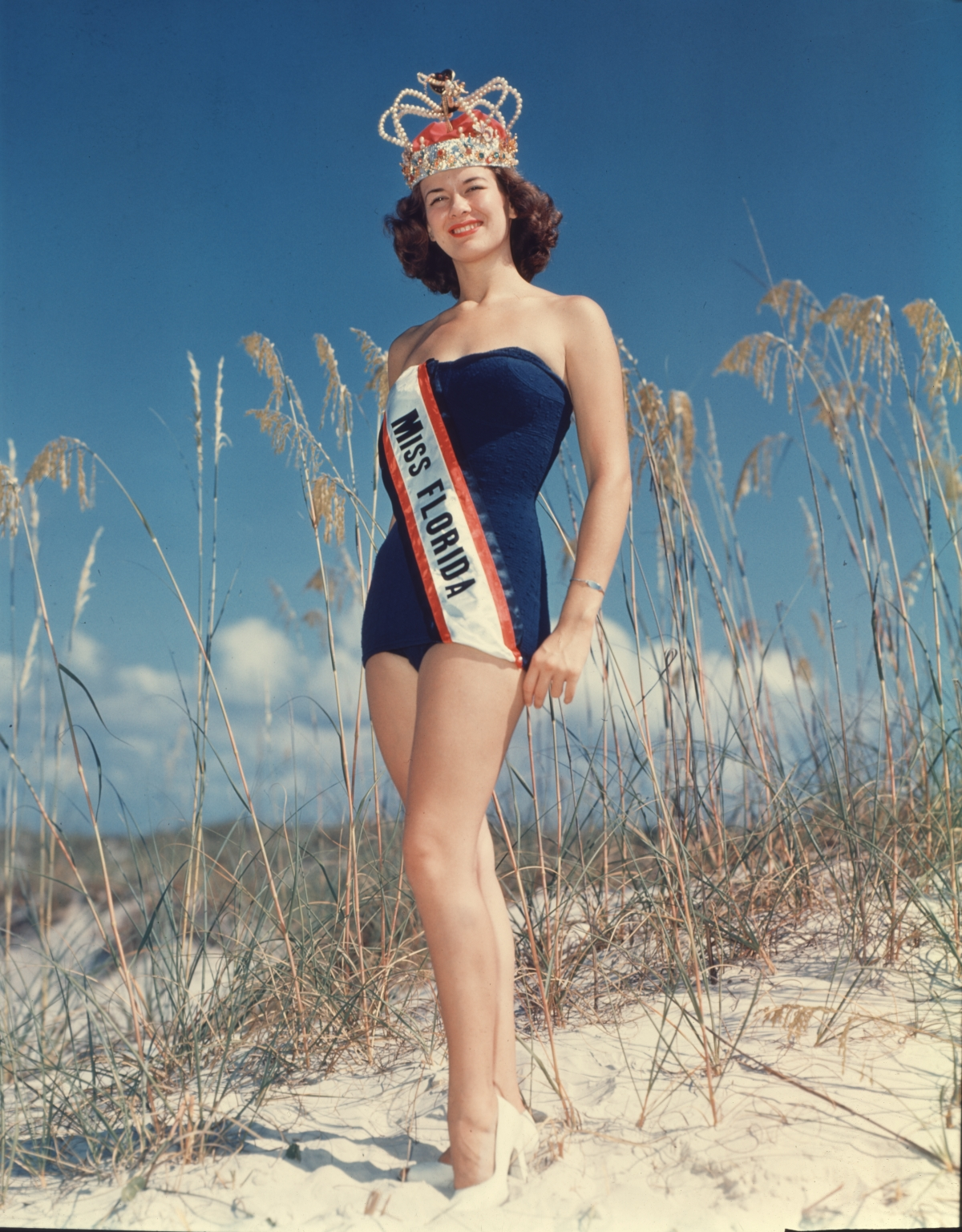
Rosemary Carpenter, vincitrice del concorso nel 1948

Miss Florida è un concorso di bellezza femminile che seleziona il rappresentante per lo stato della Florida nel concorso Miss USA.